# The Glory Stompers
The Glory Stompers is a 1967 је бајкерски филм из 1967. године.

## Радња
Након сукоба између две мотористичке банде у Калифорнији, чланови Black Souls-а, које води жестоки и нестабилни Чино (Денис Хопер), нападају Дерила (Џоди МекКреа), лидера Glory Stompers-а, и тешко га повређују. Мислећи да су убили Дерила, Black Souls га киднапују његову девојку (Крис Ноел) како би спречили да постане сведок против њих. Одлучују да је продају у Мексику и крећу на југ према граници, не знајући да се Дерил опоравио и да је сада у потрази за њима.

## Улоге
- Денис Хопер - Чино
- Џоди МекКреа - Дерил
- Крис Ноел - Крис
- Џок Махони - Смајли
- Линдсей Кросби - Монк
- Каси Кејсем - Маут
- Џим Ридер - Паул
- Сандра Бетин - Џо Ан (као Саундра Гејл)
- Роберт Тесије - Магу
- Астрид Ворнер - Дорин
- Гери Вуд - Поњи

## Производња
Филм је оригинално написан од стране Џејмса Гордана Вајта као вестерн, али је прерађен у филм о бајкерима. Снимање је обављено у Панаминту са почетним буџетом од 10.000 долара. Вајт се присећа: „То није велико уметничко дело, али је зарадио паклену количину новца и донео ми ексклузивни уговор са АИП. Колико ја знам, ја сам једини који је имао уговор са American International као сценариста.“